# De Rivecourt

De Rivecourt is een van oorsprong Frans geslacht waarvan leden sinds 1827 tot de Nederlandse adel behoren en dat in 1935 uitstierf.

## Geschiedenis
De stamreeks begint met Gilles de Rivecourt (1450-voor 1524) wiens zoon heer van la Mothe Orson werd. Een nazaat, George Frédéric de Rivecourt (1674-1849), trad als officier in Statendienst en eindigde zijn militaire loopbaan als generaal-majoor. Ook nazaten van de laatste werden officier in Staten- of Nederlandse dienst. Bij KB van 2 januari 1827 werden twee afstammelingen ingelijfd in de Nederlandse adel. Met een kleindochter van een van hen stierf het geslacht in 1935 in Nederland uit.

## Telg
- jhr. Willem George Hendrik de Rivecourt (1794-1874), kapitein, ridder Militaire Willems-Orde, co-auteur van het driedelige Beknopt biographisch handwoordenboek van Nederland behelzende de levensbeschrijvingen van vele personen, die zich in Nederland hebben bekendgemaakt (Zutphen, 1854-1861)